# Lasse Ottesen
Lasse Ottesen, norveški smučarski skakalec, * 8. april 1974, Oslo, Norveška.
Ottesen je nastopal med najboljšimi skakalci v devetdesetih letih dvajsetega stoletja. Bil je tako dober skakalec kot tudi odličen letalec. 

## Aktivna kariera

### Svetovni pokal
Na tekmah za svetovni pokal je bil med letoma 1993 in 2000 uvrščen med prvih deset točno petdesetkrat. Od tega je bil štirinajstkrat na stopničkah, od tega devetkrat posamično in petkrat ekipno le enkrat mu je uspelo zmagati, pa še to ekipno. 

### Olimpijske igre
Nastopil je na skupno treh olimpijskih igrah. Ottesenov največji dosežek je srebrna medalja na mali skakalnici na olimpijskih igrah v Lillehammerju leta 1994, kjer je bil boljši le njegov rojak Espen Bredesen. Moštveno pa je dvakrat s četrtim mestom za malo zaostal za kolajnami. 

### Svetovno prvenstvo
Na svetovnem prvenstvu v Thunder Bayu leta 1995 je na veliki napravi osvojil četrto mesto. 
Nastopil je na štirih svetovnih prvenstvih v poletih in bil dvakrat peti. 

### Svetovni rekord: 212 m
V sezoni 1996/97 je v Planici postavil nov svetovni rekord v poletih - 212 metrov. Na tej tekmi je bil tretji, pred njim sta bila Akira Higaši in Primož Peterka.

## Po aktivni karieri

### Trenerstvo
Lasse Ottesen se je takoj po končani karieri posvetil trenerstvu. Tako je leta 2002 postal trener v nordijski kombinaciji Norveške ekipe, zatem je bil glavni trener ameriške ekipe.